# Peniophora sphaerocystidiata
Peniophora sphaerocystidiata är en svampart som beskrevs av Burds. & Nakasone 1983. Peniophora sphaerocystidiata ingår i släktet Peniophora och familjen Peniophoraceae.   Inga underarter finns listade i Catalogue of Life.